# دوايت والر
دوايت والر (5 أكتوبر 1945 في الولايات المتحدة - ) (بالإنجليزية: Dwight Waller)‏ هو لاعب كرة سلة أمريكي في مركز هجوم صغير الجسم. لعب مع أتلانتا هوكس.

## وصلات خارجية
- دوايت والر على موقع إن بي أي (الإنجليزية)
- دوايت والر على موقع سبورتس رفرنس (الإنجليزية)
- دوايت والر على موقع ريلجم (الإنجليزية)
- دوايت والر على موقع بروبوليرز (الإنجليزية)